# Пети, Камиль
Камиль Пети (фр. Camille Petit; 12 апреля 1912, Сент-Эспри, колония Мартиника, Франция — 2 августа 1993) — мартиникский государственный деятель, президент Регионального Совета Мартиники (1974—1983).

## Биография
Получил медицинское образование. Являлся одним из первых голлистов на Мартинике. В 1958 г. принял участие в учредительном съезде Союза за новую Республику, в 1958—1965 гг. являлся его региональным секретарем. Был сторонником полной ассимиляции Мартиники как французской территории со статусом заморского департамента Франции.
- 1959—1967 гг. — генеральный советник округа Фор-де-Франс,
- 1959—1965 гг. — мэр Гран’Ривьера,
- 1967—1983 гг. — мэр Сент-Мари,
- 1974—1983 гг. — президент Регионального Совета Мартиники.

В 1967—1986 гг. — депутат Национального собрания Франции от Мартиники.